# Ignace Wils

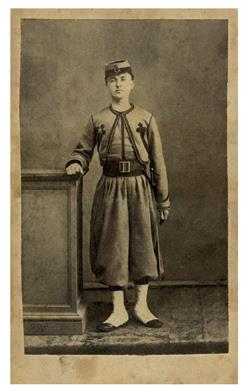
Ignace Wils vlak na aankomst in Rome, circa 1865

Ignatius Marie Petrus Alphonse Wils (Ravenstein, 11 januari 1849 – Igualada, 18 juli 1873) was een Nederlandse militair. Wils was actief als pauselijk zoeaaf, vrijwilliger in de Frans-Duitse Oorlog en in de Derde Carlistenoorlog.

## Jeugd en familie
Wils kwam ter wereld in Ravenstein, als zoon van een Nederlandse vader die vrijwilliger was geweest tijdens Tiendaagse Veldtocht en een Franse moeder wier familie was gevlucht voor de naweeën van de Franse Revolutie. Twee van zijn ooms aan moederszijde, August Henriët en Jan Henriët waren jezuïet. De oudere broer van Ignace, August Wils, was tevens actief als zoeaaf, vrijwilliger in de Frans-Duitse Oorlog en carlist. Ignace Wils ging naar school bij het jezuïeteninternaat in Sittard. 

## Militaire loopbaan

### Pauselijk zoeaaf

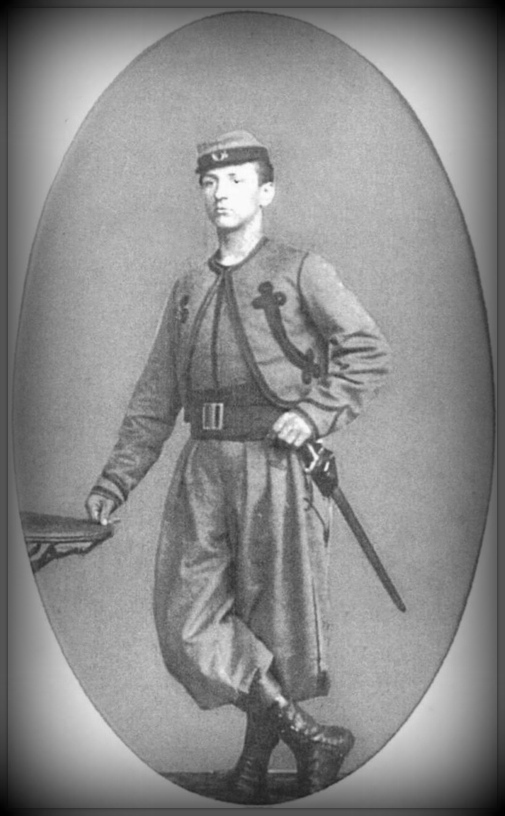
Ignace Wils als pauselijk zoeaaf, omstreeks 1867

Begin oktober 1865 vertrok Ignace op 16-jarige leeftijd met zijn broer naar Rome om actief te worden als zoeaaf. De zoeaven streden in dienst van van paus Pius IX ten tijde van de Italiaanse eenwording voor het behoud van de onafhankelijkheid van de Kerkelijke Staat. Ignace en August kwamen in Rome aan op 14 oktober en schreven die dag zich ook in als zoeaaf. Het conflict tussen de paus en het Koninkrijk Italië kende geen actief front, waardoor de zoeaven vooral bezig waren met het achternazitten van struikrovers. Wils maakte binnen het pauselijk leger ondanks zijn jonge leeftijd redelijk snel carrière: op 6 november 1866 werd hij bevorderd tot korporaal; op 6 augustus 1867 volgde een benoeming tot sergeant. Waarschijnlijk speelde hierbij zijn talenkennis mee: in het francofone bataljon hielp het dat Wils dankzij zijn Franse moeder het Frans machtig was. Wils miste door ziekte de Slag bij Mentana en andere treffens tijdens de invasie van Giuseppe Garibaldi in de herfst van 1867.
Tijdens zijn diensttijd raakte Wils bevriend met de Spaanse edelman Alfonso Carlos de Borbón die bij Wils in dezelfde compagnie zat. Onder zijn invloed werd Wils aanhanger van het carlisme, een politiek beweging die streed voor de erkenning van Alfonso's broer, don Carlos, op de troon van Spanje. In juli 1869 nam Wils verlof op om samen met circa zestig andere zoeaven naar Spanje te gaan om daar in een carlistische opstand te vechten. In september kwamen zij aan, drie weken later werd de groep geïnterneerd aan de Franse kant van de Pyreneeën en in krijgsgevangenschap afgevoerd naar Metz, en later naar het nabijgelegen Ars-sur-Moselle.

### Frans-Duitse Oorlog

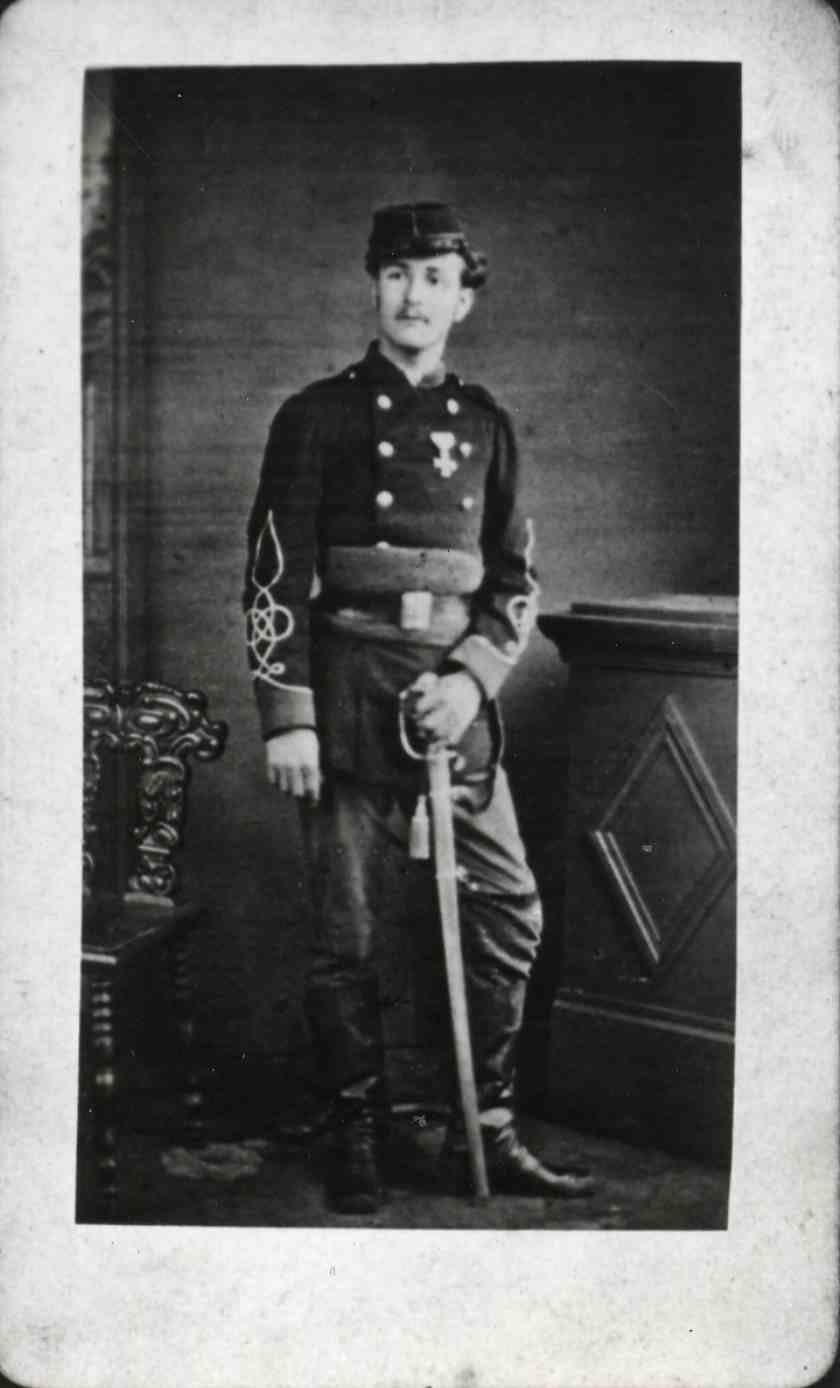
Ignace Wils in Franse dienst, rond de winter van 1870-1871

Wils was nog krijgsgevangene van Frankrijk toen op 18 juli 1870 de Frans-Duitse Oorlog uitbrak. Een maand later, op 11 augustus 1870, werd Ars-sur-Moselle door de Duitse troepen veroverd. Wils maakte van de gelegenheid gebruik om te ontsnappen, waarna hij zich in Metz meldde als vrijwilliger bij het leger van François Achille Bazaine. Enkele dagen later vocht hij als gewoon soldaat mee bij de Slag bij Mars-la-Tour. Ook nam hij deel aan de Slag bij Gravelotte. De Franse verloren beide veldslagen, waarna Bazaine zijn leger terugtrok in de vesting van Metz. Tijdens het Beleg van Metz maakte Wils zich verdienstelijk door onder meer post te stelen uit het Duitse kamp. Hij werd daarop bevorderd tot luitenant. Halverwege oktober 1870 gaf Bazaine zich aan de Duitsers over en werd zijn leger geïnterneerd. Dat overkwam ook Wils, die als krijgsgevangene naar Mainz werd gebracht.
In november dat jaar wist Wils uit gevangenschap te ontsnappen, waarop hij via België opnieuw naar Frankrijk ging. Hij nam wederom dienst, ditmaal als kapitein, en werd instructeur in La Rochelle. Daar bleef hij actief tot het einde van de oorlog in februari 1871, waarna hij naar Rotterdam trok.

### Derde Carlistenoorlog

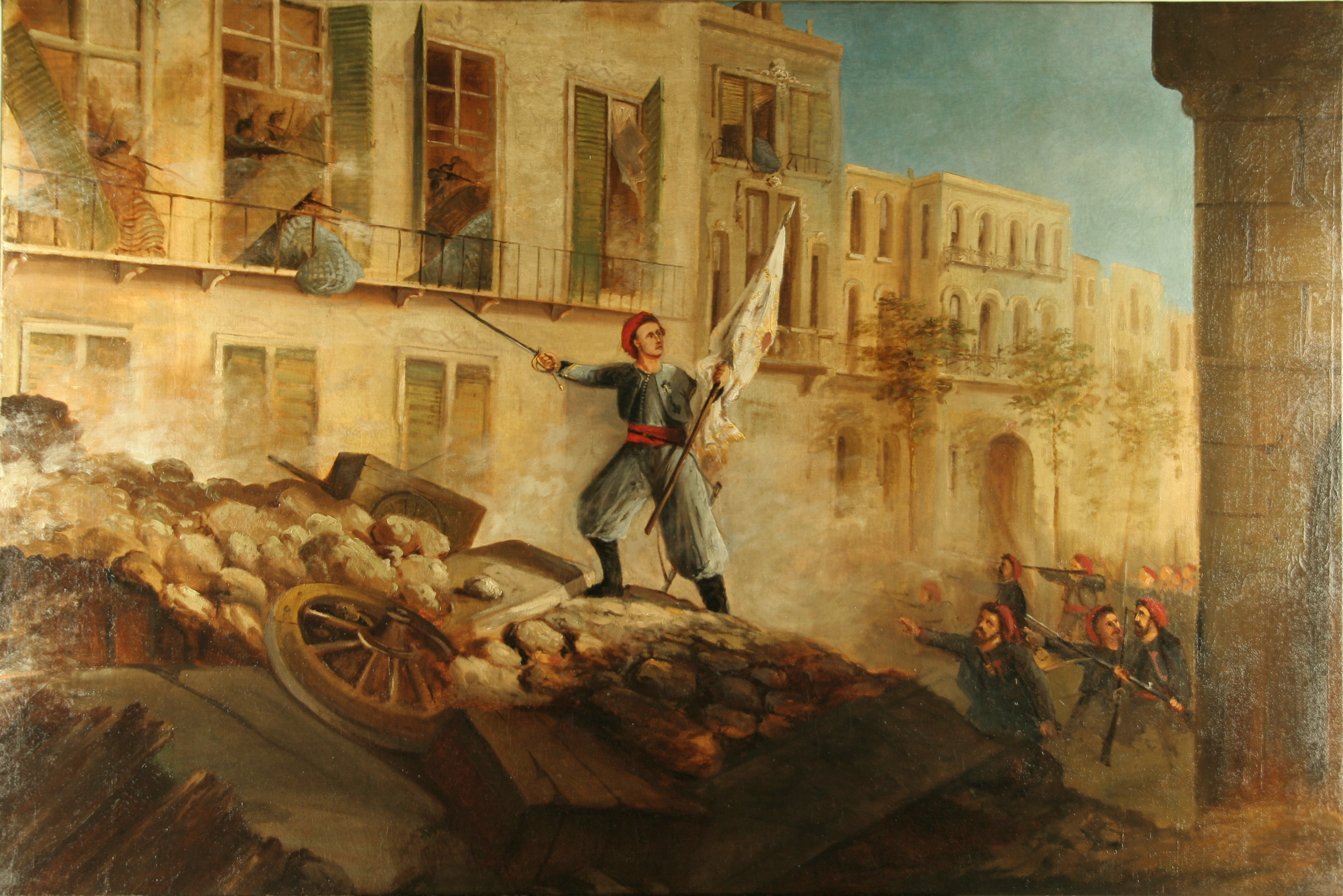
Ignace Wils in Igualada, ongedateerd schilderij door Herman Gunneweg

In het voorjaar van 1872 trok Wils opnieuw naar Spanje, waar zijn vriend don Alfonso in Catalonië de troepen van zijn broer leidde in de Derde Carlistenoorlog. In dienst van de carlisten werd Wils in april 1873 benoemd tot kolonel van de Carlistisch Zoeaven, een multinationale eenheid die was gevormd naar de pauselijke zoeaven waar Wils en Alfonso allebei eerder dienst hadden gedaan te Rome. Als carlist rees de faam van Wils ook op internationaal vlak. Zo verscheen er in de New York Herald een stuk over Wils.  Als kolonel in dienst van de carlisten sneuvelde Wils op 24-jarige leeftijd, op 18 juli 1873, tijdens de Slag om Igualada.

## Nagedachtenis

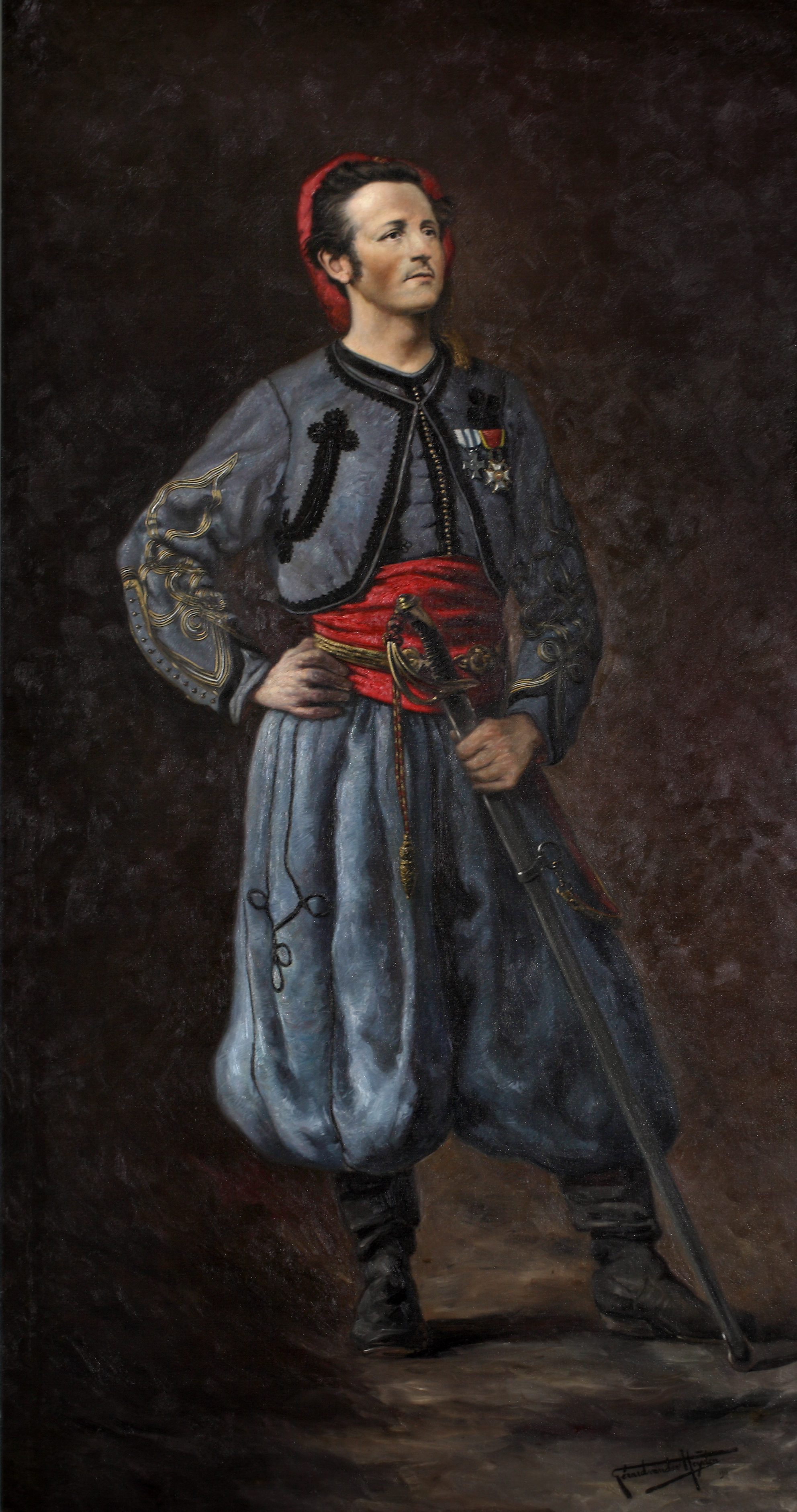
Ignace Wils geschilderd door Gerard van der Heijden, 1911

Wils' dood werd breed uitgemeten in (inter)nationale katholieke media. In zijn geboorestad Ravenstein is een straat naar Wils vernoemd, de Kolonel Wilsstraat. Ook droeg de lokale scoutingclub zijn naam. In 1911 schilderde zijn stadsgenoot Gerard van der Heijden een portret van Ignace Wils ten voeten uit, dat in het stadhuis, inmiddels een restaurant, kwam te hangen. Daar hangt het doek nog steeds en zijn ook Wils' sabel en carlistische baret te bewonderen. Ze werden aan de stad geschonken door zijn broer August. 